# دمیترو لئونوف
دمیترو لئونوف (اوکراینی: Дмитро Валерійович Леонов؛ زادهٔ ۶ نوامبر ۱۹۸۸) بازیکن فوتبال اهل اوکراین است.
از باشگاه‌هایی که در آن بازی کرده‌است می‌توان به باشگاه فوتبال استال آلچفسک اشاره کرد.
وی همچنین در تیم‌های ملی فوتبال Ukraine national under-18 football team و Ukraine national under-19 football team بازی کرده‌است.